# 2020년 하계 올림픽 불가리아 선수단
2020년 하계 올림픽 불가리아 선수단은 2021년 일본 도쿄에서 열린 2020년 하계 올림픽에 참가한 올림픽 불가리아 선수단이다.
불가리아는 2020년 도쿄 하계 올림픽에 출전했다. 원래 2020년 7월 24일부터 8월 9일까지 열릴 예정이었던 올림픽은 코로나19 범유행으로 인해 2021년 7월 23일부터 8월 8일로 연기되었다. 불가리아 선수들은 1924년부터 세 차례의 하계 올림픽, 즉 1948년 런던 하계 올림픽과 1932년 및 1984년 로스앤젤레스 하계 올림픽을 제외하고는 1924년부터 모든 하계 올림픽에 출전해 왔다.
불가리아는 6개의 메달을 획득했으며 그 중 3개는 금메달로 총 메달 측면에서는 2004년 이후, 금메달 측면에서는 2000년 이후 최고의 성적을 거두었다. 불가리아가 금메달을 획득한 것은 2008년 이후 처음이다. 메달 6개 모두 여자 선수들이 획득했다.

## 출전 선수
| 종목     | 남자 | 여자 | 전체 |
| -------- | ---- | ---- | ---- |
| 육상     | 1    | 4    | 5    |
| 배드민턴 | 0    | 3    | 3    |
| 복싱     | 1    | 2    | 3    |
| 카누     | 0    | 1    | 1    |
| 체조     | 1    | 7    | 8    |
| 유도     | 2    | 1    | 3    |
| 가라테   | 0    | 1    | 1    |
| 사격     | 0    | 3    | 3    |
| 수영     | 4    | 1    | 5    |
| 탁구     | 0    | 1    | 1    |
| 역도     | 2    | 0    | 2    |
| 레슬링   | 3    | 4    | 7    |
| 전체     | 14   | 28   | 42   |

## 같이 보기
- 올림픽 불가리아 선수단